# Batalla de Rincón de Marlopa
La batalla del Rincón de Marlopa (3 de abril de 1821) fue un enfrentamiento militar librado en el contexto de las guerras civiles argentinas. En aquel encuentro chocaron las tropas de las provincias de Salta y Santiago del Estero, a cargo de los coroneles Juan Felipe Ibarra y Alejandro Heredia, con las de Tucumán, mandadas por los coroneles Abraham González y Manuel Arias. El combate finalizó con la victoria de las segundas.

## Antecedentes

### Situación del Río de la Plata
En 1819, los caudillos federalistas José Gervasio Artigas, Francisco Ramírez y Estanislao López estaban en guerra con el Directorio, que ejercía un mandato centralista desde Buenos Aires. Decidido a terminar de una vez con una guerra civil que ya llevaba casi seis años, el Directorio ordenó a los jefes de los dos grandes ejércitos de la guerra de independencia que retrocedieran hacia Buenos Aires, desde donde inmediatamente atacarían a los federales. Pero el jefe del Ejército de los Andes, mandado brigadier José de San Martín, prefirió no intervenir y concentrarse en la Expedición Libertadora del Perú. Por su parte, el comandante del Ejército del Norte, brigadier Manuel Belgrano, quien estaba enfermo, inició la marcha hacia el sur con el grueso de sus tropas. Dejaba atrás una pequeña división al mando de Francisco Sayós en Córdoba, a órdenes del general Juan Antonio Álvarez de Arenales, una guarnición al mando del coronel Domingo Soriano Arévalo en Tucumán, y una pequeña fracción al mando del coronel Juan Felipe Ibarra defendiendo a Santiago del Estero de los indígenas del Chaco. A poco de andar, la enfermedad que arrastraba Belgrano desde hacía tiempo empeoró, por lo que regresó a Tucumán, donde vivía su amante Dolores Helguero y su hija natural Manuela, dejando que el ejército continuara su camino, al mando del coronel mayor Francisco Fernández de la Cruz, con el coronel mayor Juan Bautista Bustos como segundo, y divisiones al mando de los coroneles Alejandro Heredia y José María Paz, y el teniente coronel Gregorio Aráoz de Lamadrid.
En el noroeste argentino estaba la provincia de Tucumán, con un clima cálido, húmedo en verano y seco en invierno, básicamente una selva al pie de las sierras del Aconquija y del Candado, que desbordaba fertilidad en las zonas donde el ser humano había abierto grandes claros en el monte. Tenía una población de aproximadamente 40 000 personas hacia 1820, de las que 8000 a 9000 vivían en su capital, San Miguel de Tucumán. Respecto de la vecina provincia de Salta, incluyendo el partido de Jujuy pero no el de Tarija, alterna zonas selváticas con áreas de montes espinosos, más un área desértica de altura. Tendría unos 60 000 a 70 000 habitantes, con su ciudad capital, Salta con una población de 8000 a 9000. Más al sur, la provincia de Santiago del Estero tendría unos 50 000, con su capital homónima albergando apenas a 4000. Su extensa frontera norte se apoyaba en el río Salado, curso de agua que le separaba del Gran Chaco, región poblada por tribus no sometidas al gobierno. Por último, se encontraba la provincia de Catamarca, tendría 30 000 a 35 000 habitantes, con 4000 viviendo en su capital; la mayoría de su población se concentraba en el valle que le daba su nombre.
La Intendencia de San Miguel de Tucumán, que incluía a Catamarca y Santiago del Estero, había permanecido obediente al Directorio —dejando de lado las breves insurrecciones de Borges— bajo el gobernador Bernabé Aráoz, héroe de la batalla de Tucumán, y luego de Feliciano de la Mota Botello. Por su parte, en 1815 la Intendencia de Salta del Tucumán había nombrado a su propio gobernador —contrariando al Directorio— en la persona del jefe de las milicias gauchas que la defendían contra las invasiones realistas, Martín Miguel de Güemes. Éste gobernaba en un delicado equilibrio entre el apoyo de la clase alta, siempre condicionado a que no se tocasen sus intereses, y el de las clases bajas, que formaban parte de unas milicias (los Gauchos de Güemes) que ejercían suficiente presión en favor del caudillo, pero no participaban en el gobierno. Exceptuando las zonas más al oeste de estas provincias, su clima cálido y húmedo permitía el cultivo de trigo y algodón, y la cría de abundante ganado.
Históricamente, la base de la economía de Jujuy era el tránsito por la Quebrada de Humahuaca hacia el Alto Perú, el de Salta la invernada y venta de mulas a las minas del Alto Perú, la del Tucumán era la fabricación de las carretas con que se viajaba a través de las Provincias Unidas al sur de Salta y Jujuy —donde comenzaba el predominio de las mulas— mientras que las economías de Catamarca y Santiago del Estero eran más concentradas en el mercado local, al que se agregaba el cultivo, hilado y tejido del algodón, con destino parcial también en el Alto Perú. El estallido de la Guerra de la Independencia y la separación del Alto Perú de las Provincias Unidas arruinó gran parte de casi todos los ramos de comercio orientados hacia las provincias del lejano norte.
Faltando casi por completo los verdaderos caminos, el tránsito se hacía en mulas o a caballo, de modo que también la guerra se hizo con predominio de la caballería.

### Aráoz en Tucumán
A finales de aquel 1819, en la intendencia de San Miguel de Tucumán mandaba un gobernador intendente leal al Directorio, coronel Feliciano de la Mota Botello, de origen santafesino, quien aplicó exacciones y embargos de bienes con el apoyo del cabildo. Estos se usaron para generar un empréstito forzado de 24 000 pesos que debió pagar el vecindario, además de reclutarse hombres para un nuevo regimiento. La provincia ya estaba agotada por llevar años suministrando reclutas a la guerra; contaba con una guarnición de 300 hombres acuartelados en La Ciudadela, la fortaleza cercana a Tucumán. Eran los últimos restos del Ejército del Norte y estaban mandados por el teniente coronel Domingo Arévalo, quien secundó en todo al gobernador. Los oficiales de la tropa se encontraban descontentos ante la rígida disciplina impuesta por Arévalo, mientras que los vecinos eran forzados a un toque de queda nocturno por Mota Botello.
En la noche del 11 de noviembre de 1919 empezó una conspiración inspirada por el coronel mayor y exgobernador Bernabé Aráoz. Los sublevados fueron dirigidos por el capitán del regimiento N.° 9, Abraham González, oriental, y los capitanes de los escuadrones de Dragones, Felipe Heredia y Manuel Cainzo. El capitán González arrestó a Belgrano, quien estaba enfermo en su casa, junto al cuartel, y no opuso resistencia. Cainzo fue a la casa de Mota Botello, quien intentó resistirse al arresto, pero un soldado le hirió con un chuzo un brazo. El capitán Heredia y otros oficiales arrestaron a Arévalo cuando aquel salía de su habitación a inspeccionar las causas de los ruidos que escuchaba por el cuartel.
A la mañana siguiente, el cabildo leyó un oficio mandado por los capitanes y resolvió nombrar un gobierno interino. Se mandó llamar a Aráoz, quien estaba en sus propiedades de Río Seco, El cabildo le hizo prestar juramento y así, el 14 de noviembre, Aráoz se transformó en el primer gobernador nombrado de forma autónoma en la historia de Tucumán.

### El motín de Arequito y la Anarquía del Año XX
El 8 de enero de 1820, las tropas del Ejército del Norte se amotinaron en Arequito bajo el mando de Bustos, Paz y Heredia, y emprendió la marcha de regreso al norte, deteniéndose en primer lugar en Córdoba. Un día más tarde, el batallón N.° 1 de Cazadores de los Andes, acantonado en San Juan y de 1000 plazas, se alzó al mando del capitán Mariano Mendizábal y los tenientes Francisco Solano del Corro y Pablo Morillo, deponiendo al gobernador, el licenciado José Ignacio de la Rosa.
Poco después, las sublevaciones federalistas se contagiaban por todo el territorio, excepto el Alto Perú, ocupado por los realistas, la provincia de Salta y la antigua intendencia del Paraguay, que eran autónomas en la práctica. De hecho, Salta llevaba luchando sola contra los realistas desde hacía años. Desde la perspectiva de Güemes, los territorios tarijeño, jujeño y salteño acabaron devastados, mientras que entre 1814 y 1818 los gobiernos tucumano y porteño se mantuvieron en calma, ayudándolo poco y a regañadientes.
El 1 de febrero de 1820, el director Rondeau fue completamente derrotado en Cepeda, y la noticia sacudió la capital: tras una serie de episodios caóticos, el Directorio y el Congreso se disolvieron el 18 de febrero y, al día siguiente, el cabildo de Buenos Aires declaraba que cada provincia tenía plena autonomía para gobernar sus asuntos internos.
El nuevo jefe del Ejército del Norte, el cordobés Bustos, forzó primero la renuncia del gobernador directorial de su provincia, luego logró ser reelegido gobernador de su provincia, y suspendió el avance hacia el Alto Perú. Heredia y Paz, sus subordinados, protestaron por este hecho, y Bustos permitió al primero llevar algunas tropas al norte, aunque retuvo a la mayoría de sus fuerzas. Paz, autorizado a llevar de regreso a Santiago del Estero a sus soldados, se sublevó pero fue rápidamente vencido y terminó refugiado en Santiago; allí lo encontraría cuatro años más tarde el estallido de la guerra del Brasil. Las fuerzas de Heredia pasaron por Tucumán, donde el coronel exigió a Aráoz que pusiese a sus órdenes las tropas que habían sido de Arévalo y las armas que éste había estado encargado de custodiar. Como no lo logró, Heredia y parte de sus hombres continuaron su camino hasta Salta, donde se pusieron a órdenes del gobernador Güemes.

### Conflicto entre Aráoz e Ibarra
Ante tal situación, el 22 de marzo, Aráoz lanzaba una proclama para organizar la República del Tucumán, un territorio autónomo que incluía Tucumán, Catamarca y Santiago del Estero. Intentó organizar un Congreso Constituyente, pero sus elecciones fueron impugnadas en Santiago del Estero. A mediados de enero, había llegado a esa ciudad el capitán Heredia con la escolta de Belgrano, quien era llevado moribundo a Buenos Aires. Dejó en la ciudad al capitán Juan Francisco Echauri, quien fue nombrado teniente de gobernador dependiente de Aráoz y depuró de opositores al cabildo local, asegurando la elección de los representantes Juan José Lami y Santiago de Palacio al disponer soldados vigilando la sala donde se celebró la votación.
Esto fue demasiado y sus opositores pidieron ayuda al capitán Juan Felipe Ibarra, comandante del Fuerte de Abipones. Ibarra avanzó con su tropa y el Viernes Santo, 31 de marzo, se enfrentó en las calles de la ciudad con Echauri, a quien derrotó. Sus partidarios en el cabildo lo nombraron teniente gobernador y lo ascendieron a coronel. El 27 de abril, ese territorio fue oficialmente proclamado separado de la jurisdicción del Tucumán el 27. El 22 de mayo se proclamaba la República del Tucumán, que incluía a Tucumán y Catamarca.
El 16 de enero de 1821, Juan Esmerejildo Vargas denunció una conspiración para deponer a Ibarra, encabezada por el capitán de milicias Celedonio Alderete, el comandante López y Juan Nepomuceno Paz, cuyas reuniones se celebraban en la casa de este último en Ardiles; fue rápidamente abortada. También por la misma época, algunos vecinos santiagueños que se oponían a Ibarra solicitaron ayuda a Aráoz, quien movilizó a sus milicianos. Al enterarse de la movilización, Ibarra pidió ayuda a los gobernadores vecinos, especialmente a Güemes. Aráoz entró en Santiago del Estero con 1000 hombres bien pertrechados, pero fue vencido en Los Palmares o Palmar el 11 de febrero, batalla en la que los tucumanos perdieron a muchos oficiales como muertos o prisioneros. Los soldados de Aráoz provenían de Tucumán y Catamarca según fuentes de la época.

### Intervención de Güemes
Desde hacía varios años, Salta era gobernada de forma completamente autónoma por el coronel mayor Martín Miguel de Güemes, quien estaba luchando solo contra los realistas desde que el Ejército del Norte abandonó Tucumán, y se había comprometido con San Martín a lanzar una ofensiva coordinada en el Alto Perú. Para ello necesitaba aumentar sus tropas y armamento, cosa que esperaba lograr imponiendo su hegemonía en las provincias del norte. En opinión de San Martín, Tucumán y Salta podían aportar juntas 2000 hombres de línea para la ofensiva: «se pueden reunir cuatro mil hombres de línea; de Córdoba los dos mil, de San Juan del Tucuman y Salta, los otros dos, y la inmensa valerosísima caballería de esas dos últimas Provincias». Por ello, Güemes exigió ayuda al gobernador Aráoz de Tucumán y a Bustos de Córdoba, pues las órdenes de Belgrano hablaban de enviar refuerzos a los salteños. Además, el motín de Arequito se había justificado en que el Ejército del Norte no debía usarse en las guerras civiles sino que en la lucha por la independencia.
Bustos estaba más preocupado de los sucesos en el litoral rioplatense, pero igualmente envió 400 jinetes al mando del coronel tucumano Alejandro Heredia, los cuales pasaron por Tucumán a comienzos de agosto de 1820. Eran los restos de los regimientos veteranos Dragones de la Nación y Húsares de Tucumán, compuestos principalmente por nativos del noroeste del país. Esta fuerza debía obrar a las órdenes de Güemes, siguiendo las indicaciones dadas por San Martín. En cambio, Aráoz afirmaba no tener dinero ni hombres para enviar a Salta y tampoco se fiaba de las intenciones de Güemes. En camino hacia Salta, los vecinos de Santiago del Estero dieron al coronel Heredia todos los auxilios que pudieron. En cambio, el caudillo tucumano le negó tanto tropas como las vestimentas y armas que habían sido dejadas por el Ejército del Norte al marchar al sur.
Desde la perspectiva del caudillo salteño, Aráoz le había prometido ayuda militar, y no había cumplido a pesar de alardear de disponer de numerosos milicianos tucumanos, catamarqueños y santiagueños, tropas de línea, un abundante parque de artillería y muchos otros recursos. Esto generó la animadversión de Güemes. El historiador Bernardo Frías hizo un juicio muy crítico de Aráoz: «Su egoísta patriotismo se reducía a no salir de Tucumán, a no defender a otra causa que la de su república, ni otro interés que el de su familia». Tampoco Belgrano, ni Pueyrredón ni el Congreso hicieron algo para que Aráoz enviara los refuerzos, de modo que parecía que tanto los tucumanos como el Ejército del Norte preferían estar en retaguardia mientras los salteños luchaban, dejando la independencia en riesgo por su desconfianza. Güemes lo acusaba «negándome útiles de guerra, entonces, que cabalmente fue invadida mi provincia por el enemigo común».
Irónicamente, los porteños y tucumanos siempre mencionaban su temor a que los realistas pudieran sobrepasar las defensas salteñas. La mala relación se volvió abiertamente hostil después que el tucumano intentó derrocar a Ibarra. El 1 de febrero, el cabildo de Salta se reunió en presencia de Güemes y del gobernador sustituto, canónigo Juan Ignacio Gorriti, para ser informado de la invasión de Aráoz a Santiago de Estero, lo que impediría a Ibarra enviarle auxilios para su expedición al Alto Perú. El cabildo advirtió no tener la facultad para declarar la guerra a Tucumán, de modo que se acordó convocar a los vecinos por medio de los alcaldes de cuartel para nombrar diputados que, reunidos con los de Jujuy y Orán, decidieran qué hacer; todo se hizo con urgencia, dadas las circunstancias. El gobernador escribió un oficio a Buenos Aires, reclamando una reacción por los actos de Aráoz.
El 2 de febrero, Güemes escribió una carta a la Corte primera de Justicia de Tucumán, organismo que había sustituido al cabildo, quejándose de que Aráoz nunca había entregado los auxilios prometidos, había animado la deserción de los hombres de Heredia en su paso por Tucumán e impedido a los tucumanos ayudar de forma particular a los salteños, que había puesto trabas al comercio entre las provincias, impedido la llegada de los hombres de Heredia a su provincia y lo había injuriado en documentos públicos de Tucumán. Por último, había un ultimátum: Aráoz debía retirarse de Santiago del Estero o estaría en guerra con Salta. La respuesta de la Corte de Justicia fue que Aráoz había enviado los auxilios que pudo y que la intervención en Santiago del Estero tuvo lugar por petición de los vecinos de la provincia. Según Colmenares, esto era señal que Güemes no deseaba distraerse con las guerras civiles y que por eso buscó la paz negociada.
El 24 de febrero, la Asamblea Electoral se reunió en Salta y se resolvió un último esfuerzo entre Salta y Santiago del Estero para realizar la necesaria expedición: enviar una diputación a Tucumán para que se entregaran los necesarios auxilios militares; en caso de negarse la entrega, se declararía la guerra a Aráoz –no asu provincia– respetando las propiedades. Designó como diputados para la negociación al doctor Francisco Claudio de Castro y los coroneles mayores José Antonino Fernández Cornejo y Apolinario Figueroa.

## Ejército aliado

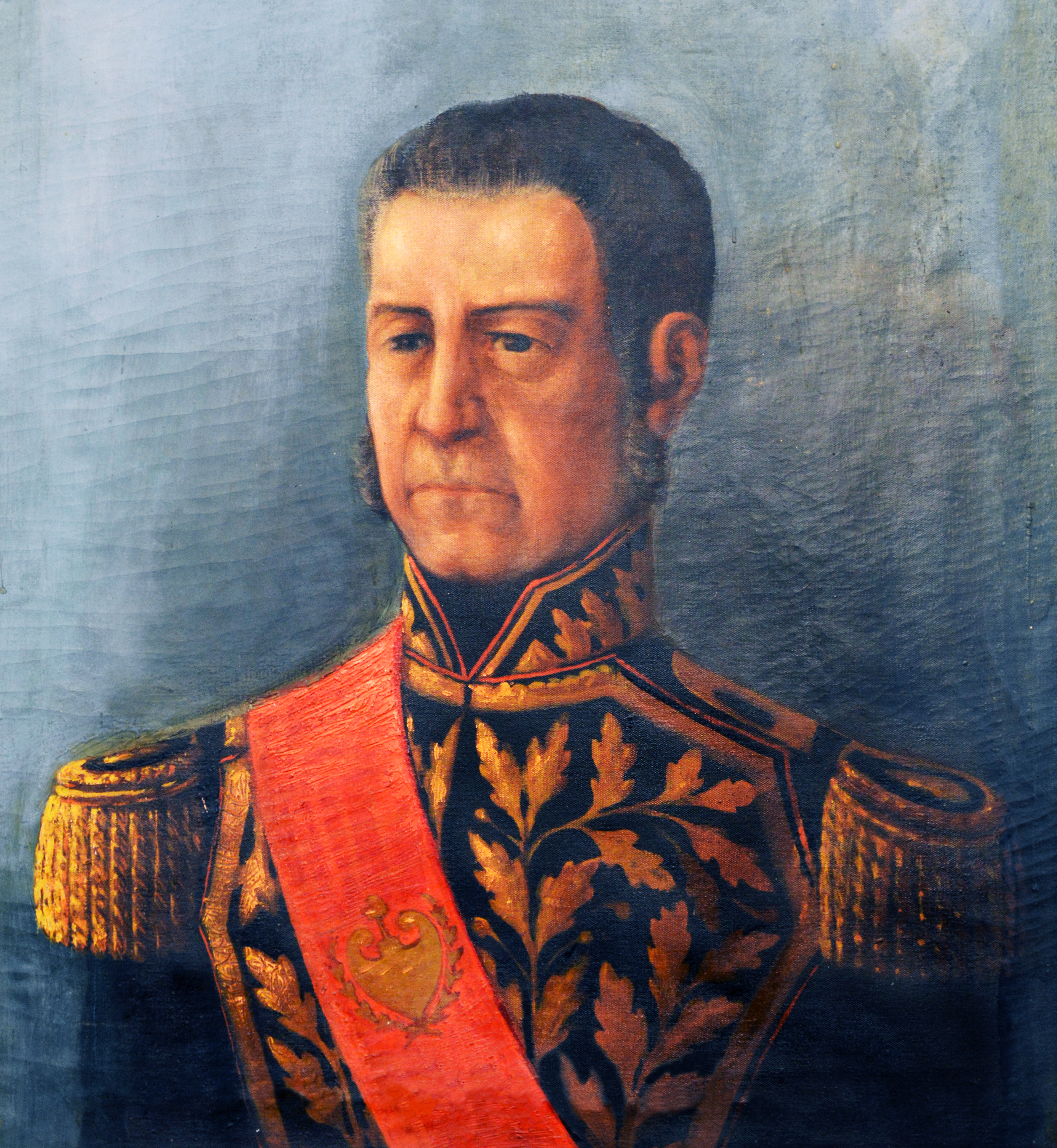
Retrato de Juan Felipe Ibarra, por Alejandro Witcomb, finales del.

El militar riojano José Benito Villafañe escribió un Ligero Bosquejo sobre el conflicto. Estimaba que los aliados sumaban aproximadamente 3500 hombres en la batalla al mando de Heredia e Ibarra, pero también mencionaba que la división de Gorriti, unos 300 soldados, llegó a tiempo para el combate, aprovechando de saquear los extramuros hasta que tuvo que retirarse; sin embargo, en el mismo texto también afirmaba que Gorriti tenía 500 soldados a su mando. Además, concluye que considerando las 500 bajas padecidas en la batalla, el ejército aliado aún contaba con 3500 soldados (sin contar la columna de Saravia): «que aún dada la falla de 500 hombres, entre muertos y prisioneros, quedan los restantes de 3.500 y la división de Saravia, con lo que pueden dar aún Salta, Santiago y Catamarca, ya comprometido». Eso supondría que las fuerzas unidas de Heredia, Ibarra y Gorriti sumaban 4000 según él. Posteriormente, el propio Aráoz escribió a San Martín que Güemes lo había atacado con 3500 hombres, después que supuestamente había intentado que las provincias de Cuyo y Córdoba le enviaran 1000 soldados cada una como refuerzos para luchar contra los realistas. Repite la cifra de 3500 en otra carta al gobernador de Buenos Aires.
Sin embargo, la mayoría de los historiadores modernos estiman al ejército aliado en Rincón de Marlopa en unos 3000 combatientes, basándose en lo afirmado por González en su parte oficial: «Ynfanteria y Cavalleria sobre la linea Enemiga de 3.000 hobres que desapareció». Por último, Luis Güemes, bisnieto del gobernador salteño, estimaba del ejército de Heredia «que subía en mucho de 2.000 hombres».
Respecto de ambos bandos, la mayoría de sus milicianos eran peones de artesanos o de campo, gente de color (indios, mestizos, negros y mulatos) y blancos pobres, pero también habían vecinos con propiedades, criadores, labradores, capataces, pequeños comerciantes y algunos maestros artesanos enrolados en unidades propias. Usaban principalmente lanzas, sables, lazos y boleadoras, eran pocos los fusiles, y todos luchaban a caballo; siempre hubo honderos y garroteros. La jerarquización social se mantenía en estas «milicias auxiliares», pues los oficiales eran miembros de la élite local.

### Salteños
El gobernador Aráoz también afirmó que el caudillo salteño estaba intentando organizar un ejército de 2000 a 3000 hombres. Respecto del contingente salteño que participó de la campaña de 1821, el brigadier realista Pedro Antonio Olañeta afirmaba que Güemes se había llevado 2000 hombres a invadir Tucumán. Según los historiadores Luis Óscar Colmenares, Alberto Cajal y Vicente Sierra, el caudillo movilizó 2000 hombres, cuyo objetivo era entrar en Tucumán por Trancas. Eran parte del ejército que tenía en Humahuaca a finales de febrero de 1821. En cambio, Carlos S. A. Segreti los eleva a 3000 salteños porque incluye otras dos columnas que atacaron de forma simultánea al Tucumán. Ambos basaban sus estimaciones en datos aportados por Villafañe. En cambio, el militar argentino Filiberto de Oliveira Cézar rebaja el número de salteños a 1000. Debe recordarse que los milicianos jujeños no participaron de la campaña porque estaban ocupados combatiendo una invasión realista.

### Santiagueños
En 1817, Belgrano calculó que los santiagueños contaban con 1000 a 1500 milicianos, pero incluyendo a sus vecinos catamarqueños. En sus Memorias, el famoso general José María Paz mencionaba que hacia 1820 esa provincia debía tener unos 80 000 habitantes, siendo perfectamente capaz de movilizar 8000 a 10 000 milicianos. Posteriormente, el ingeniero Alejandro Gancedo estimaba que en 1820 y 1826 Santiago del Estero tenía una población de 60 000 personas, de las que 12 000 eran hombres adultos.
En cambio, historiadores como Antonio Zinny y León Benarós sostenían que ante la inacción de Bustos y la incursión de tropas tucumanas en su territorio, Ibarra movilizó 3000 hombres para defenderse, incluyendo 500 veteranos que había logrado reunir entre desertores del Ejército del Norte en Córdoba. Miguel Ángel Cárcano afirmaba lo mismo, Ibarra movilizó hasta 3000 milicianos para defenderse de las incursiones de Aráoz desde Tucumán y del coronel Francisco Bedoya desde Córdoba. Basado en Villafañe, Sierra estimaba la fuerza con la que Ibarra invadió Tucumán en 2000 milicianos santiagueños; destacaban una tropa de élite llamada Blandengues de Santiago, 400 jinetes que operaban defendiendo las fronteras septentrionales de la provincia.

## Ejército tucumano
Durante la campaña de 1821, el coronel González organizó a los tucumanos para defender la capital provincial; su «Ejército de la República» no pasaba los 1500 hombres, incluyendo la leva de todos los varones mayores de 14 años, pero muy bien armados con los arsenales dejados por el Ejército del Norte. Otra fuente los reduce a alrededor de 1000 efectivos, incluyendo un cuerpo de cazadores.
De igual modo, su parque y artillería estaban bien abastecidas. Habían sido reclutados en la ciudad o la campaña (campo) de la provincia, la mitad eran considerados “europeos” y todos muy fieles a su caudillo. Unos 400 son armados con fusiles; estos últimos constituían el cuerpo cívico formado en 1819, cinco compañías que totalizaban 420 efectivos.
En la batalla, sus fuerzas de línea se componían de 300 infantes y 50 artilleros con 4 cañones a cargo de Arias; anteriormente, los salteños habían esperado que Aráoz los enviara a Rosario para colaborar en la lucha contra los realistas. El caudillo tucumano también se preocupó de hacer cavar zanjas alrededor del centro de su capital provincial y de la sede del cabildo, y de instalar artillería en las entradas principales.

## Enfrentamiento

### Inicio de la ofensiva
Finalmente, para acabar con Aráoz, Ibarra decidió invadir Tucumán con el apoyo de Güemes, quien mantenía excelentes relaciones con él y odiaba a Aráoz, acusándolo de nunca darle apoyo durante la guerra de independencia, algo falso según el juez tucumano Manuel López Rouges. Para ello utilizaron a la división del Ejército del Norte que traía el coronel tucumano Alejandro Heredia, quien volvía al norte a combatir a los realistas por petición de San Martín, quien había escrito: «Deben marchar sin demora mil soldados, al ménos, del ejército auxiliar del Perú estacionado en Córdoba, hacia los deslindes del Perú con Salta».
A fines de febrero, Güemes tomó parte de su ejército en Humahuaca para invadir Tucumán. Contaba con las milicias de Salta, Rosario de la Frontera y San Carlos, mientras que las milicias de San Salvador de Jujuy no participaron por la amenaza de los realistas en el Alto Perú. Sus tropas de línea estaban acuarteladas en Rosario dirigidos por el coronel Alejandro Heredia. El cabildo salteño se había negado a ayudar a la expedición hasta no agotar las vías diplomáticas, pero ante las insistencias del gobernador debió ceder.
En la segunda mitad de ese mes, Güemes sitúa su cuartel general en Rosario y se preparó para invadir Tucumán con tres columnas: la mayor, 2000 milicianos de Salta, Rosario y San Carlos, marcha por Trancas hacia la capital provincial tucumana, San Miguel, a las órdenes del coronel Heredia; la segunda, 500 milicianos fronterizos por Burruyacú al mando del coronel Francisco Gorriti; y la última, 200 milicianos de San Carlos y 25 infernales por Santa María y Andalgalá comandados por el coronel Apolinario Saravia; Segreti eleva el número de la tercera columna a 300 efectivos, pero concuerda respecto de las otras dos. Por su parte, después de su victoria en Los Palmares, Ibarra destacó una guarnición a orillas del río Albigasta, con el objetivo de contener al comandante de Ancasti, coronel José Manuel Figueroa Cáceres, quien tenía más de 100 fusileros. Mientras, él se situaba en Río Hondo y Las Palmitas con 2000 hombres.

### Negociaciones
El 2 de marzo, con permiso del gobernador tucumano, el juez de policía Pedro Rodríguez, el vicario José Agustín Molina, Clemente de Zavaleta y Salvador de Alberdi, desde la posta de Ticucho enviaron un pliego a Heredia, que acampaba cerca, en la Puerta de Vipos, Heredia inició conversaciones para un armisticio a nombre de Güemes. Ese mismo día hubo una entrevista en el paraje de La Puerta, acordando que salteños y santiagueños no se moverían de sus posiciones y los recursos para mantenerse los obtendrían de la provincia tucumana. Ambos bandos esperarían las órdenes de sus gobernadores para reiniciar acciones.
Las negociaciones fracasaron, Güemes exigió una indemnización para Santiago del Estero por la invasión de Aráoz y para Salta, pues su provincia estaba arruinada y había gastado muchos recursos en esa campaña. El caudillo tucumano también decidió continuar las operaciones militares, quejándose de que llevaba un año en silencio soportando la separación santiagueña y que no podía aceptar la invasión salteña sin venganza. A ojos de este último, su rival salteño quería imponer un gobierno títere encabezado por Heredia, tomar las reservas de armas de Tucumán y forzar a su pueblo a pagar fuertes indemnizaciones por la campaña.
Aráoz también buscó forjar una alianza con el gobernador de Bustos de Córdoba, pero fracasó. De hecho, el intento de Aráoz de organizar sus dominios en una república federal pudo ser un intento de uniformar su política con la de Bustos. Pero el caudillo cordobés se mostró contrario a la influencia que pretendía el tucumano sobre las otras provincias norteñas, en particular una Catamarca que buscaba su autonomía. En cambio, Güemes ya había estrechado su alianza con el cordobés, quien incluso le había enviado tropas para actuar contra el Alto Perú.

### Primeros encuentros
El caudillo tucumano nombra jefe de sus huestes al condecorado coronel Cornelio Zelaya, quien debe rechazar el cargo por su mala salud. Después llamó a las armas a todos los hombres útiles y puso su ejército a órdenes del coronel Abraham González, oriental y prestigioso aunque considerado ambicioso por sus compañeros de armas, y como segundo al también coronel Manuel Arias, antiguo oficial de Güemes que se pasó a Aráoz, descontento por no recibir ascensos con Güemes. Como los salteños tuvieron permiso de su caudillo para saquear durante su avance, se ganaron el odio de los tucumanos, que se unieron en torno a su gobernador.
Mientras el ejército tucumano se organizaba en La Ciudadela, el coronel Arias salió con un cuerpo de vanguardia a vigilar a su enemigo y poner obstáculos a su avance, dándose los primeros combates con destacamentos salteños. Heredia entra en Trancas, partido donde la gente se niega a enfrentarlo y el comandante local, Francisco Bruno de San Martín, prefiere huir a San Miguel de Tucumán. El 8 de marzo vence a una guerrilla tucumana en el campo de Nogales. El 14 de marzo, los salteños se enfrentaron en Acequiones con Zelaya, quien cargó dos veces con su caballería contra la rival, siendo rechazado y perseguido.
Al amanecer del 18 de marzo, Zelaya acampaba en Acequiones con 1500 hombres cuando fue sorprendido por 200 hombres (no 300 como afirma el parte oficial) al mando del capitán Jorge Enrique Vidt, pero los tucumanos los derrotan y les persiguen hasta el río Trancas, donde se encuentra con el grueso del ejército de Heredia, quien a su vez los persigue hacia San Miguel de Tucumán, causándoles algunas bajas. Heredia avanzó a Posta de Tapia, a 30 kilómetros al norte de la capital enemiga. El 23 de marzo, la Corte de Justicia envía un mensaje a Güemes pidiéndole la paz, pero aquel contesta tajante que no se detendrá hasta desbaratar al ejército tucumano.

### Combate decisivo

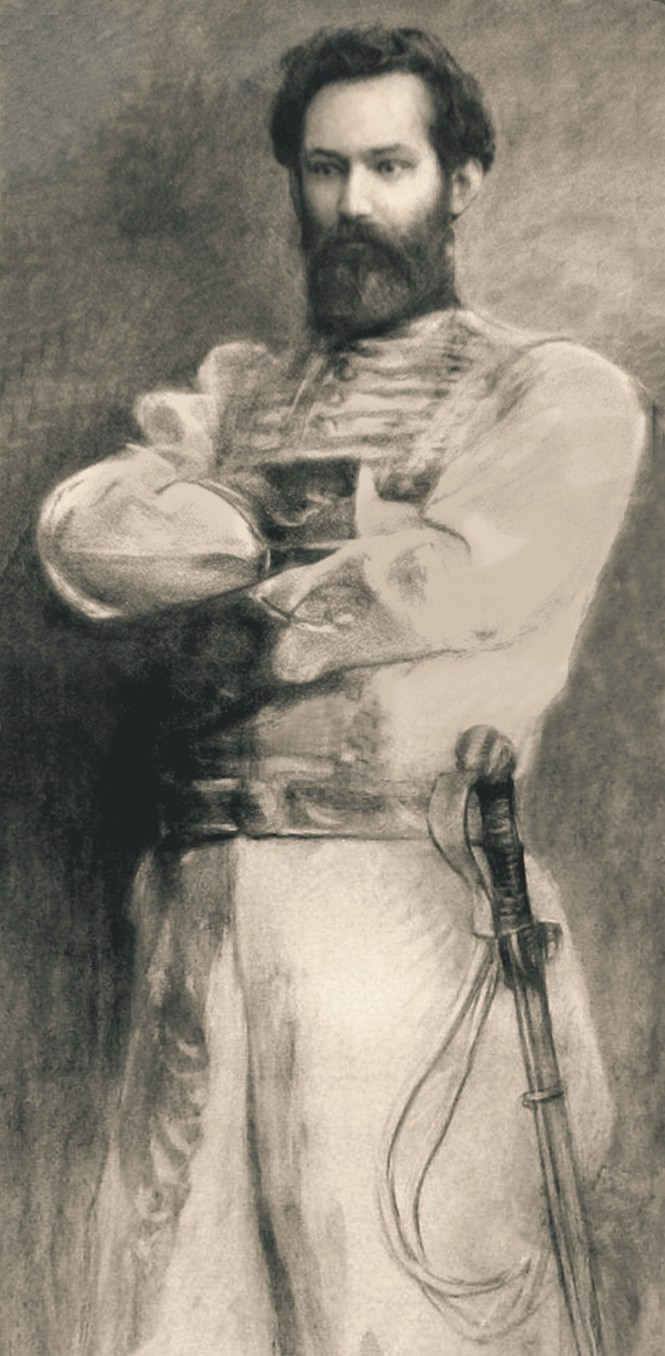
Retrato de Martín Miguel de Güemes, por Eduardo Schiaffino, 1902.

Según Segreti, el 30 de marzo, Heredia combina sus fuerzas con los santiagueños cerca la capital enemiga. Por su parte, López Rouges afirmaba que los aliados unieron fuerzas en Timbo, esperando nueve días hasta continuar su avance el 2 de abril, llegando a la estancia del Rincón de Marlopa. Aquel fue escenario de varios combates a lo largo de la historia tucumana. Ubicado a apenas dos leguas al sur de San Miguel, en la confluencia de los ríos Lules y Manantial, con el río Salí en el extremo de una amplia planicie que desciende lentamente del norte al lecho arenoso de un antiguo lago que sólo renace durante las crecidas.
En respuesta, el coronel Abraham González formó dos alas de caballería de 116 jinetes cada una, la izquierda a cargo del coronel Javier López y la derecha a las órdenes del sargento mayor Carlos María Garretón. La vanguardia quedó bajo el mando directo del jefe de Estado Mayor, el coronel Arias. En el centro se ubicaron 277 infantes divididos en los cazadores europeos del teniente coronel Cornelio Olivencia, los cazadores veteranos del sargento mayor Celedonio Escalada y los cazadores milicianos del comandante Juan Pablo Lagos. La retaguardia estaba formaba por 400 milicianos bajo el comando del coronel Jerónimo Zelarayán. Por último, la artillería contaba de 4 piezas operadas a las órdenes del sargento mayor Manuel Torrens. Estas cifras y orden de batalla se basan en los datos aportados por el parte del coronel González.
El 3 de marzo, el ejército tucumano avanzó hacia las posiciones aliadas. A la cabeza tenían dos unidades de vanguardia, de 25 dragones cada una en formación abierta o de guerrilla, que se encontraron a sus enemigos en formación de combate. De este modo, el combate comenzó a las 16:00 horas. El coronel González ordenó que sus dos alas atacaran mientras preparaban al grueso de sus hombres para cargar rápidamente sobre la línea enemiga, pero sorpresivamente su caballería en el flanco derecho fue atacada y forzada a retroceder. Por ello, el coronel decidió cargar en una formación diagonal con la infantería de la derecha al frente y protegida por un cañón, mientras su infantería en la izquierda rompió un fuego concentrado sobre el enemigo hasta hacer colapsar su línea. Luego, la caballería tucumana en la derecha se reorganizó y se lanzó sobre sus desorganizados adversarios.
En esos momentos, 200 soldados aliados atacaron de improviso el flanco izquierdo de González, quien reaccionó enviando a su caballería del ala izquierda, su reserva y su vanguardia contra ellos, haciéndolos retroceder. Finalmente, los tucumanos lanzaron una carga general sobre todas las posiciones enemigas, que colapsaron rápidamente. Lo sorpresivo de este ataque fue decisivo para la victoria. Los jefes aliados debieron huir a toda prisa, abandonando su parque y gran número de rezagados.
Según Villafañe, Güemes escribió un oficio afirmando que 300 soldados salteños al mando de Gorriti llegaron a tiempo para saquear los extramuros de San Miguel del Tucumán, hasta que los defensores les dispararon con la artillería de las trincheras, dañando muchos edificios en que un alto número de vecinos murieron. Gorriti se retiró a Nogales con los santiagueños.
Las causas de la victoria tucumana se deben al buen liderazgo de su comandante, mientras que los aliados posiblemente se organizaron como una montonera que atacó como una masa desorganizada; no existe un parte oficial de sus comandantes, así que se desconoce exactamente sus planes y formación.

## Consecuencias

### Bajas

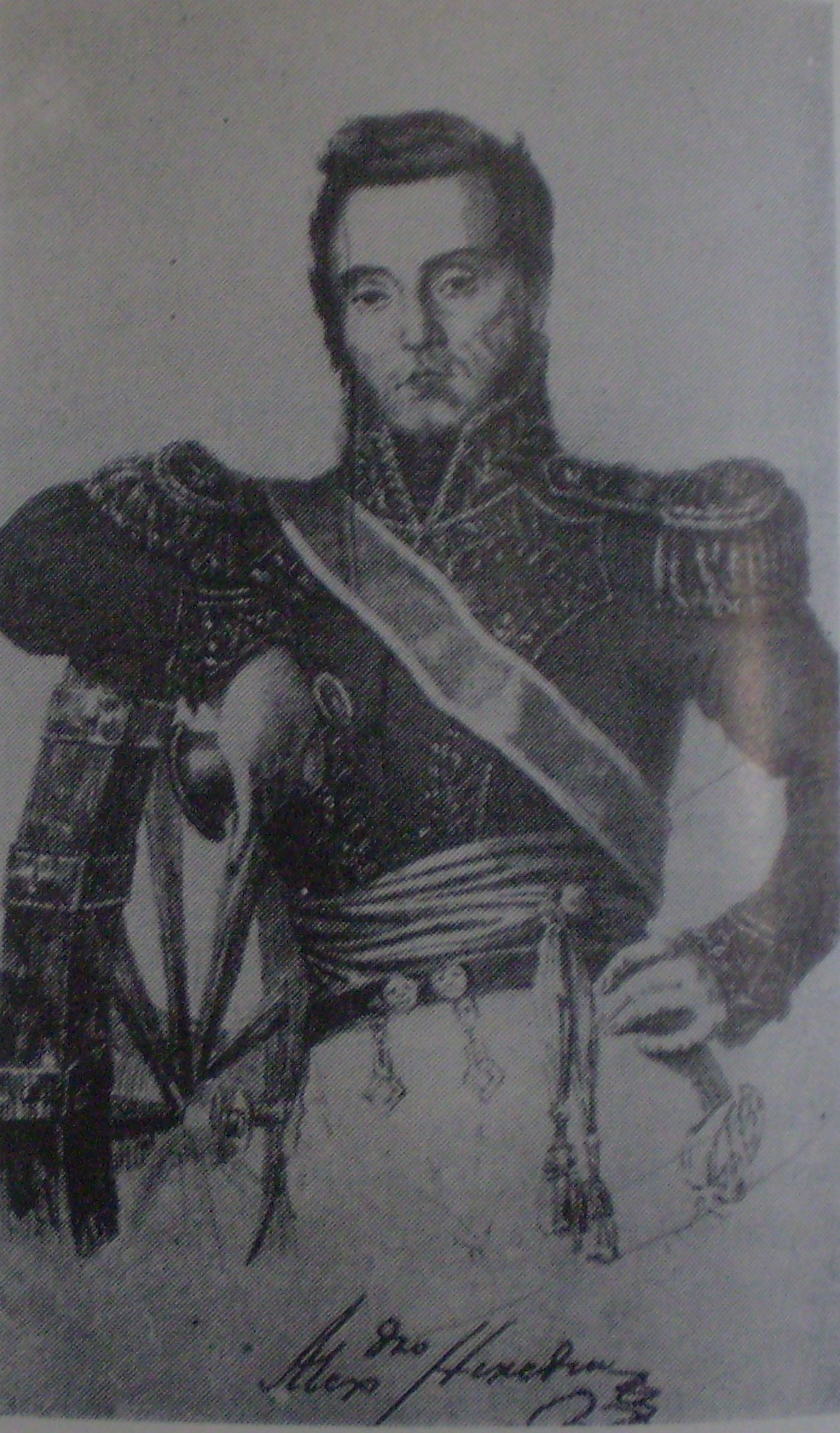
Litografía de Alejandro Heredia, por Andrea Bacle, c.1830.

Según Villafañe, quien se basa en un esclavo de un tal Vicente Villafañe, los vencidos padecieron 200 muertos, 300 prisioneros y la captura de incontables armas, municiones, todos sus instrumentos musicales y toda su artillería. En total, los aliados tuvieron 500 bajas. En cambio, López Rouges afirma que los defensores sufrieron 5 a 6 muertos y 16 heridos, mientras que los atacantes un número alto e indeterminado de muertos, incluyendo 4 oficiales, y 700 prisioneros; entre estos últimos estaría toda la infantería aliada, unas 400 plazas, y unos 300 jinetes de línea, e incluiría 50 oficiales. Luis Güemes se muestra muy crítico del número de muertos del anterior, dudando que un ejército tan numeroso como el de Heredia pudiera dejar en el campo apenas 4 muertos y que los vencedores dejaran otros 5; sin embargo, acepta el estimado de prisioneros. Por su parte, Bidondo estimaba que fueron capturados 50 oficiales y 700 soldados aliados. Estos números están basados en los datos del parte vencedor: «dejando por trofeos (...) a la defensa de nuestra causa, toda su tropa de infantería oficialidad prisionera, y otros pasados, hasta el número de 400, cazadores, de todos cuerpos 300 de caballería de línea, 50 oficiales». En el botín del vencedor estaban 2 cañones, 300 fusiles, 100 tercerolas, 100 sables, 5 cargas de municiones, tambores, clarines y banderas.

### Destino de Catamarca
Respecto de la columna del coronel Saravia, se formó con los contingentes aportados por los coroneles Rivas (70 hombres armados) y Pío Cisneros (130, pocos con armas), y los vecinos Policarpo Gómez (200), José Manuel Cisneros (100) y Ribera (100) en Paclín. El 29 de marzo, Saravia dejó a los hombres peor armados y con los mejor equipados entró en San Fernando del Valle de Catamarca secundado por el coronel Cisneros. No hubo resistencia y el gobernador delegado leal a Aráoz, Juan José de Lamadrid, fue arrestado y se formó una junta con vecinos notables. El 2 de abril, el cura interino de Tinogasta, Miguel Suárez, llegó a Catamarca y se plegó a los salteños con sus fieles. Por entonces, se establecieron comunicaciones con el coronel Figueroa Cáceres, quien se había retirado a la sierra y aseguraba no querer participar de la guerra, pero los salteños no se fiaban de él. Saravia y sus aliados locales reunieron unos 1200 hombres y se preparaban para lanzar una campaña contra Figueroa Cáceres, quien había reunido apresuradamente 1000 milicianos, incluyendo niños de 10 años sin entrenamiento. Así, Catamarca se separaba de la influencia tucumana, se reorganizaba como una nueva provincia y su nuevo gobierno unía fuerzas con Saravia para una invasión de Tucumán.
Sin embargo, según informa Villafañe, gracias a la victoria de Rincón de Marlopa, el 23 de abril, Arias y Figueroa Cáceres invaden Catamarca exitosamente, haciendo que Saravia se retirase a Río Hondo, en Santiago del Estero, donde tendría aún 3000 hombres. Son arrestados el coronel Feliciano de la Mota Botello, su hijo Plácido, el coronel Rivas y el clérigo Ramón Ledesma, mientras que el coronel Cisneros es capturado en el Cuyo y enviado a Tucumán.

### Fin de Güemes
Después de la derrota, los bulos se extendieron por el país. Una carta a Aráoz de Lamadrid mencionaba el falso rumor que después de la derrota, Güemes había organizado 800 sobrevivientes para liderarlos personalmente contra San Miguel, pero fue vencido por Arias, quien lo depuso en Salta. Lo cierto es que la derrota en su «cruzada» significó la caída de Güemes, pues entonces el cabildo de Salta tuvo el apoyo interno y externo (Aráoz) suficiente para sublevarse en su contra. Inicialmente, la aristocracia local había tolerado las exigencias económicas del esfuerzo bélico, pero años de conflicto los llevó a la animadversión del gobernador salteño, formando un grupo de conjurados que se llamaba Patria Nueva y que deseaba una Constitución para su provincia.
El caudillo se había desprestigiado, a la derrota se unía el haber usado a tropas destinadas para la guerra contra los realistas en una campaña que muchos consideraban motivada por la ambición personal. Además, esto había permitido a los 2500 realistas del brigadier Olañeta ocupar Humahuaca y conseguir aliados locales. En respuesta, milicianos salteños, jujeños, tarijeños y oraneses se movilizaron para encarar la amenaza. Olañeta envió al coronel Guillermo Marquiegui sobre San Salvador de Jujuy con 1500 soldados, donde entró el 15 de abril. Doce días después los jujeños cayeron sorpresivamente la columna realista y le obligaron a capitular, tomando 4 jefes, 12 oficiales y 200 soldados como prisioneros con todo el bagaje, fue el Día Grande de Jujuy.
Sin embargo, el 24 de mayo la aristocracia del cabildo votaba la destitución del gobernador intendente y su reemplazo por Saturnino Saravia con el coronel mayor José Antonio Fernández Cornejo como nuevo comandante general de armas, quienes de inmediato se busca una alianza con Aráoz. Güemes se negó a reconocer la decisión del cabildo, mientras el coronel realista José María Valdez en la noche del 6 a 7 de junio entraba en Salta con 400 soldados y hería en una emboscada al caudillo, quien escapó pero feneció diez días después. No tuvo un sucesor capaz de reemplazar su liderazgo civil y militar para continuar la lucha. Su ejército se disolvió después del armisticio firmado el 20 de agosto, consecuencia directa de la acefalía que vivió Salta tras su muerte. Ahí se acordó una tregua de cuatro meses y se delimitó un territorio neutral entre Humahuaca y La Quiaca, donde ningún ejército podía actuar.

### Vinará
En cambio, en Tucumán la victoria supuso la supervivencia temporal de Aráoz. Ibarra se separó de Heredia y siguió para Río Hondo y luego a Vinará, donde inició negociaciones con Aráoz. El 5 de junio, gracias a la intervención diplomática de Bustos, se firmó el Tratado de Vinará, que marcaría el fin de la «guerra interprovincial». Finalizada la campaña, los Blandengues de Santiago fueron enviados a la frontera norte de su provincia.